# Championnat du monde de Formule 1 1982
Navigation
1981 1983
Le championnat  du monde de Formule 1 1982 est remporté par le Finlandais Keke Rosberg sur une Williams-Ford. La Scuderia Ferrari remporte le championnat du monde des constructeurs.
La saison 1982 est une saison dramatique particulièrement agitée ; les pilotes se mettent en grève dès le premier Grand Prix, à Kyalami, pour marquer leur opposition à la super-licence de la FISA puis une partie des constructeurs boycotte le Grand Prix de Saint-Marin, quatrième course de la saison.
Gilles Villeneuve se tue au volant le 8 mai, lors des essais du Grand Prix de Belgique à Zolder, alors qu'il chassait la pole position en plein conflit avec Didier Pironi son coéquipier chez Ferrari. Ce dernier est victime d'un grave accident qui met un terme à sa carrière en Formule 1 le 7 août, pendant les essais du Grand Prix d'Allemagne à Hockenheim, alors qu'il est en tête du championnat du monde. Par ailleurs, à Montréal, le 13 juin, le pilote italien Riccardo Paletti meurt au volant de son Osella lors de la procédure de départ. 
Le championnat est d'abord mené par Alain Prost, vainqueur des deux premiers Grands Prix sur Renault, puis par le pilote McLaren John Watson, qui réalise l'exploit de s'imposer à Detroit après être parti de la dix-septième place sur la grille, et ensuite par Didier Pironi y compris après son accident. Enfin, Keke Rosberg, grâce à sa régularité au volant de sa Williams, passe en tête du classement sans avoir gagné la moindre course, puis consolide son avance en s'imposant pour la première fois de sa carrière à Dijon-Prenois lors du Grand Prix de Suisse. 
Il est sacré avec cinq points d'avance sur Pironi et Watson au terme d'une saison où onze pilotes et six écuries différentes se sont imposés à l'arrivée des seize Grands Prix et où aucun n'a compté plus de deux victoires. Grâce à Gilles Villeneuve, Didier Pironi, puis Patrick Tambay et Mario Andretti, Ferrari remporte le titre constructeurs avec cinq points d'avance sur McLaren.

## Règlement sportif
- L'attribution des points s'effectue selon le barème 9, 6, 4, 3, 2, 1.
- Seuls les 11 meilleurs résultats sont retenus.

## Règlement technique
- Moteurs atmosphériques : 3 000 cm³.
- Moteurs suralimentés : 1 500 cm³.
- 12 cylindres maximum

## Pilotes et monoplaces
| Écurie                                               | Constructeur | Châssis             | Moteur                        | Pneus | no | Pilotes            |
| ---------------------------------------------------- | ------------ | ------------------- | ----------------------------- | ----- | -- | ------------------ |
| Parmalat Racing Team                                 | Brabham      | BT49B BT50          | Ford V8 BMW L4T               | G     | 1  | Nelson Piquet      |
| Parmalat Racing Team                                 | Brabham      | BT49B BT50          | Ford V8 BMW L4T               | G     | 2  | Riccardo Patrese   |
| Team Tyrrell                                         | Tyrrell      | 011                 | Ford V8                       | G     | 3  | Michele Alboreto   |
| Team Tyrrell                                         | Tyrrell      | 011                 | Ford V8                       | G     | 4  | Slim Borgudd       |
| Team Tyrrell                                         | Tyrrell      | 011                 | Ford V8                       | G     | 4  | Brian Henton       |
| TAG Williams Team                                    | Williams     | FW07C FW07D FW08    | Ford V8                       | G     | 5  | Carlos Reutemann   |
| TAG Williams Team                                    | Williams     | FW07C FW07D FW08    | Ford V8                       | G     | 5  | Mario Andretti     |
| TAG Williams Team                                    | Williams     | FW07C FW07D FW08    | Ford V8                       | G     | 5  | Derek Daly         |
| TAG Williams Team                                    | Williams     | FW07C FW07D FW08    | Ford V8                       | G     | 6  | Keke Rosberg       |
| Marlboro McLaren International                       | McLaren      | MP4/1B              | Ford V8                       | M     | 7  | John Watson        |
| Marlboro McLaren International                       | McLaren      | MP4/1B              | Ford V8                       | M     | 8  | Niki Lauda         |
| Team ATS                                             | ATS          | D5                  | Ford V8                       | A M   | 9  | Manfred Winkelhock |
| Team ATS                                             | ATS          | D5                  | Ford V8                       | A M   | 10 | Eliseo Salazar     |
| John Player Team Lotus                               | Lotus        | 87B 91              | Ford V8                       | G     | 11 | Elio De Angelis    |
| John Player Team Lotus                               | Lotus        | 87B 91              | Ford V8                       | G     | 12 | Nigel Mansell      |
| John Player Team Lotus                               | Lotus        | 87B 91              | Ford V8                       | G     | 12 | Roberto Moreno     |
| John Player Team Lotus                               | Lotus        | 87B 91              | Ford V8                       | G     | 12 | Geoff Lees         |
| Ensign Racing                                        | Ensign       | N180B N181          | Ford V8                       | A M   | 14 | Roberto Guerrero   |
| Équipe Renault Elf                                   | Renault      | RE30B               | Renault V6T                   | M     | 15 | Alain Prost        |
| Équipe Renault Elf                                   | Renault      | RE30B               | Renault V6T                   | M     | 16 | René Arnoux        |
| March Grand Prix Team Rothmans March Grand Prix Team | March        | 821                 | Ford V8                       | A P   | 17 | Jochen Mass        |
| March Grand Prix Team Rothmans March Grand Prix Team | March        | 821                 | Ford V8                       | A P   | 17 | Rupert Keegan      |
| March Grand Prix Team Rothmans March Grand Prix Team | March        | 821                 | Ford V8                       | A P   | 18 | Raul Boesel        |
| LBT Team March                                       | March        | 821                 | Ford V8                       | A P   | 19 | Emilio de Villota  |
| Fittipaldi Automotive                                | Fittipaldi   | F8D F9              | Ford V8                       | P     | 20 | Chico Serra        |
| Marlboro Team Alfa Romeo                             | Alfa Romeo   | 179D 182 182B 182T  | Alfa Romeo V12 Alfa Romeo V8T | M     | 22 | Andrea De Cesaris  |
| Marlboro Team Alfa Romeo                             | Alfa Romeo   | 179D 182 182B 182T  | Alfa Romeo V12 Alfa Romeo V8T | M     | 23 | Bruno Giacomelli   |
| Équipe Talbot Gitanes                                | Ligier       | JS17 JS17B JS19     | Matra V12                     | M     | 25 | Eddie Cheever      |
| Équipe Talbot Gitanes                                | Ligier       | JS17 JS17B JS19     | Matra V12                     | M     | 26 | Jacques Laffite    |
| Scuderia Ferrari SpA SEFAC                           | Ferrari      | 126 C2              | Ferrari V6T                   | G     | 27 | Gilles Villeneuve  |
| Scuderia Ferrari SpA SEFAC                           | Ferrari      | 126 C2              | Ferrari V6T                   | G     | 27 | Patrick Tambay     |
| Scuderia Ferrari SpA SEFAC                           | Ferrari      | 126 C2              | Ferrari V6T                   | G     | 28 | Didier Pironi      |
| Scuderia Ferrari SpA SEFAC                           | Ferrari      | 126 C2              | Ferrari V6T                   | G     | 28 | Mario Andretti     |
| Arrows Racing Team                                   | Arrows       | A4 A5               | Ford V8                       | P     | 29 | Brian Henton       |
| Arrows Racing Team                                   | Arrows       | A4 A5               | Ford V8                       | P     | 29 | Marc Surer         |
| Arrows Racing Team                                   | Arrows       | A4 A5               | Ford V8                       | P     | 30 | Mauro Baldi        |
| Osella Squadra Corse                                 | Osella       | FA1C FA1D           | Ford V8                       | P     | 31 | Jean-Pierre Jarier |
| Osella Squadra Corse                                 | Osella       | FA1C FA1D           | Ford V8                       | P     | 32 | Riccardo Paletti   |
| Theodore Racing Team                                 | Theodore     | TY01 TY02           | Ford V8                       | A G   | 33 | Derek Daly         |
| Theodore Racing Team                                 | Theodore     | TY01 TY02           | Ford V8                       | A G   | 33 | Jan Lammers        |
| Theodore Racing Team                                 | Theodore     | TY01 TY02           | Ford V8                       | A G   | 33 | Geoff Lees         |
| Theodore Racing Team                                 | Theodore     | TY01 TY02           | Ford V8                       | A G   | 33 | Tommy Byrne        |
| Candy Toleman Motorsport Toleman Group Motorsport    | Toleman      | TG181B TG181C TG183 | Hart L4T                      | P     | 35 | Derek Warwick      |
| Candy Toleman Motorsport Toleman Group Motorsport    | Toleman      | TG181B TG181C TG183 | Hart L4T                      | P     | 36 | Teo Fabi           |

## Résumé du championnat du monde 1982
La saison débute en Afrique du Sud par un épisode incongru appelé à rester dans l'histoire de la Formule 1 : le conflit FISA-FOCA. En réaction au contenu du projet de super-licence que la FISA et la FOCA tentent de leur imposer, tous les pilotes à deux exceptions près décident de boycotter les premiers essais et de faire grève. Afin de maintenir leur cohésion et de résister aux pressions de leurs employeurs pendant que leur représentant Didier Pironi négocie avec les instances dirigeantes, ils s'isolent toute une nuit dans le salon d'un grand hôtel transformé en dortoir improvisé. Un accord étant finalement intervenu, la compétition reprend ses droits le lendemain. Malgré une crevaison et un passage non prévu par les stands, Alain Prost s'impose sur Renault avec panache. Le Français l'emporte de nouveau à Jacarepagua à la suite de la disqualification pour poids non conforme du vainqueur Nelson Piquet dont la Brabham utilisait un moteur Cosworth et de son dauphin Keke Rosberg sur la Williams. 
À Long Beach, on note l'absence de Carlos Reutemann : brillant deuxième du Grand Prix d'Afrique du Sud, le pilote argentin a soudainement décidé d'arrêter la compétition au lendemain du Grand Prix du Brésil. Reutemann ne justifiera jamais véritablement ce choix probablement lié en grande partie aux circonstances de son échec de la saison précédente. Pour l'épreuve californienne, Reutemann est remplacé pour l'occasion par le revenant Mario Andretti qui avait abandonné la F1 fin 1981 pour se consacrer aux épreuves américaines. La course est remportée par un autre revenant, Niki Lauda au volant de la McLaren. En s'imposant dès sa troisième course après son retour, l'Autrichien dissipe tous les doutes sur sa compétitivité. 
Après la grève des pilotes à Kyalami, la F1 est secouée par une grave crise à Imola. Pour protester contre la disqualification de Piquet et Rosberg à Rio, les écuries affiliées à l'association des constructeurs, essentiellement les écuries britanniques, décident de boycotter le Grand Prix de Saint-Marin. Seules 14 voitures, les équipes « légalistes » Renault, Ferrari et Alfa Romeo, ainsi que d'autres équipes aux motivations plus variées, sont donc présentes au départ de ce qui s'annonce comme une parodie de Grand Prix. Les abandons prématurés des Renault libèrent un boulevard aux pilotes Ferrari. Alors que l'on s'achemine vers un facile doublé Villeneuve-Pironi, le stand Ferrari passe à ses pilotes la consigne « slow » via le panneautage des stands, qui recommande implicitement de geler les positions. Pironi entreprend toutefois d'attaquer son coéquipier québécois en fin de course, et s'ensuit une terrible bataille fratricide qui tourne à l'avantage du pilote français. S'estimant trahi, Gilles Villeneuve boude la cérémonie du podium. 
La désormais rivalité Pironi-Villeneuve (avant l'épisode d'Imola, les deux hommes étaient réputés pour leur grande complicité) prend une tournure dramatique lors de l'épreuve suivante en Belgique sur le tracé de Zolder. En partant à l'assaut du chrono de Pironi lors des qualifications, Villeneuve se tue après avoir heurté la March de l'Allemand de l'ouest Jochen Mass qui roulait au ralenti. En l'absence de Pironi forfait, l'épreuve est dominée par Keke Rosberg qui doit finalement s'incliner en vue de l'arrivée face à John Watson.
À Monaco, Prost, dominateur, manque l'occasion de creuser l'écart au championnat en partant à la faute à trois tours de l'arrivée sur une piste glissante. Patrese lui succède en tête mais part à la faute dans l'avant-dernier tour, la victoire semble alors revenir à Pironi, qui tombe alors en panne d'essence dans le tunnel, dans le dernier tour. C'est finalement Patrese, reparti grâce à l'aide des commissaires, qui s'impose et décroche du même coup la première victoire de sa carrière. Patrese s'est imposé au volant d'une Brabham-Cosworth, le BMW Turbo rencontrant de graves problèmes de mise au point.
À Détroit, Nelson Piquet, champion du monde en titre n'est en effet pas parvenu à se qualifier. Avec la Brabham-BMW, il a tourné aux essais 6 secondes au tour moins vite que son coéquipier Patrese au volant de la Brabham-Cosworth. Également mal qualifié, John Watson signe sur sa McLaren une remarquable remontée à partir de la 17e place. Grâce à ce deuxième succès de la saison, le pilote nord-irlandais s'empare de la tête du championnat devant Didier Pironi et Alain Prost, qui multiplie les contre-performances (défaillances techniques, sorties de piste) depuis ses deux succès inauguraux.
Au Canada, la victoire revient à Nelson Piquet. Non qualifié une semaine auparavant, il offre à BMW sa première victoire en devançant son coéquipier Patrese équipé du moteur Cosworth. Grâce à ce succès, Brabham adopte définitivement le 4 cylindres germanique. La course est par ailleurs marquée par un nouveau drame : ayant calé au départ, le poleman Didier Pironi est percuté par le néophyte Riccardo Paletti, arrivé à haute vitesse du fond de grille, l'infortuné pilote italien décède sur le coup. 
Durement touché par les drames depuis le début de saison, Didier Pironi renoue avec le succès à Zandvoort. Il revient à une longueur de Watson au championnat et fait désormais figure de favori tant la Ferrari apparaît comme la meilleure voiture du plateau. 
À Brands Hatch, Pironi est pourtant dominé par la McLaren de Lauda mais sa deuxième place, alors que Watson est sorti de la piste, lui permet de prendre la tête du championnat. 
Il accentue même son avantage au Castellet avec un nouveau podium tandis que Watson est à nouveau contraint à l'abandon. La course est remportée par Arnoux sur la Renault devant son coéquipier Prost alors que les consignes d'avant-course visaient à favoriser Prost mieux placé au championnat. 
En abordant le Grand Prix d'Allemagne, douzième des seize manches du championnat, Pironi compte neuf points d'avance sur Watson, et semble filer vers le titre. Lors des derniers essais disputés sous la pluie, Pironi se fait surprendre par la Renault au ralenti de Prost, masquée par un épais nuage d'eau en suspension. Après un terrible vol plané (Pironi affirmera plus tard avoir aperçu la cime des arbres) la Ferrari retombe lourdement : grièvement touché aux jambes, Pironi parvient à éviter l'amputation mais sa saison s'achève. Le lendemain la course est remportée par son coéquipier Patrick Tambay, remplaçant de Villeneuve depuis Zandvoort, qui a profité de l'accrochage entre le leader Piquet et le Chilien Eliseo Salazar, retardataire maladroit. Juste après l'accident, pris d'une soudaine fureur ou d'une peur rétrospective, Piquet frappera d'un coup de poing Salazar.
En Autriche, après une nouvelle belle prestation des moteurs BMW encore fragiles néanmoins, la course tourne au duel entre Rosberg et De Angelis. Revenu fort en fin de course, le pilote finlandais échoue à 5 centièmes de la Lotus de l'Italien au terme d'un sprint final resté fameux. Défait, Rosberg n'en réalise pas moins la belle opération du jour puisqu'il passe devant Watson au championnat et revient à 6 points de Pironi contraint d'observer le retour de ses adversaires depuis son lit d'hôpital. Le championnat bascule définitivement à Dijon qui accueille le Grand Prix de Suisse, où Rosberg décroche sa première victoire de la saison à la suite des défaillances des Renault. Le Finlandais prend du même coup le large au championnat. 
À Monza, malgré la pole du surprenant Andretti (après avoir remplacé Reutemann chez Williams à Long Beach, le vétéran américain remplace ici Pironi chez Ferrari), Arnoux s'impose. Quatrième, Watson revient à 9 points de Rosberg au championnat et conserve une infime chance d'être titré ; il lui faut pour cela s'imposer à Las Vegas et compter sur un résultat vierge de Rosberg, ce qui lui permettrait ainsi de terminer à égalité de points avec ce dernier au championnat et devenir champion du monde des pilotes grâce au plus grand nombre de courses remportées. Mais le miracle n'a pas lieu pour Watson, dans un Grand Prix remporté par le surprenant Italien Michele Alboreto sur Tyrrell, sa première victoire en F1. Keke Rosberg devient donc champion du monde des pilotes.

## Grands Prix de la saison 1982
Initialement prévu le 3 mars, le Grand Prix d'Argentine, à Buenos Aires, est annulé.
| no  | Date         | Grand Prix                      | Lieu           | Vainqueur        | Écurie        | Pole position     | Record du tour   | Résumé |
| --- | ------------ | ------------------------------- | -------------- | ---------------- | ------------- | ----------------- | ---------------- | ------ |
| 358 | 23 janvier   | Grand Prix d'Afrique du Sud     | Kyalami        | Alain Prost      | Renault       | René Arnoux       | Alain Prost      | Résumé |
| 359 | 21 mars      | Grand Prix du Brésil            | Jacarepaguá    | Alain Prost      | Renault       | Alain Prost       | Alain Prost      | Résumé |
| 360 | 4 avril      | Grand Prix des États-Unis Ouest | Long Beach     | Niki Lauda       | McLaren-Ford  | Andrea De Cesaris | Niki Lauda       | Résumé |
| 361 | 25 avril     | Grand Prix de Saint-Marin       | Imola          | Didier Pironi    | Ferrari       | René Arnoux       | Didier Pironi    | Résumé |
| 362 | 9 mai        | Grand Prix de Belgique          | Zolder         | John Watson      | McLaren-Ford  | Alain Prost       | John Watson      | Résumé |
| 363 | 23 mai       | Grand Prix de Monaco            | Monaco         | Riccardo Patrese | Brabham-Ford  | René Arnoux       | Riccardo Patrese | Résumé |
| 364 | 6 juin       | Grand Prix des États-Unis Est   | Detroit        | John Watson      | McLaren-Ford  | Alain Prost       | Alain Prost      | Résumé |
| 365 | 13 juin      | Grand Prix du Canada            | Montréal       | Nelson Piquet    | Brabham-BMW   | Didier Pironi     | Didier Pironi    | Résumé |
| 366 | 3 juillet    | Grand Prix des Pays-Bas         | Zandvoort      | Didier Pironi    | Ferrari       | René Arnoux       | Derek Warwick    | Résumé |
| 367 | 18 juillet   | Grand Prix de Grande-Bretagne   | Brands Hatch   | Niki Lauda       | McLaren-Ford  | Keke Rosberg      | Brian Henton     | Résumé |
| 368 | 25 juillet   | Grand Prix de France            | Le Castellet   | René Arnoux      | Renault       | René Arnoux       | Riccardo Patrese | Résumé |
| 369 | 8 août       | Grand Prix d'Allemagne          | Hockenheim     | Patrick Tambay   | Ferrari       | Didier Pironi     | Nelson Piquet    | Résumé |
| 370 | 15 août      | Grand Prix d'Autriche           | Österreichring | Elio De Angelis  | Lotus-Ford    | Nelson Piquet     | Nelson Piquet    | Résumé |
| 371 | 29 août      | Grand Prix de Suisse            | Dijon-Prenois  | Keke Rosberg     | Williams-Ford | Alain Prost       | Alain Prost      | Résumé |
| 372 | 12 septembre | Grand Prix d'Italie             | Monza          | René Arnoux      | Renault       | Mario Andretti    | René Arnoux      | Résumé |
| 373 | 25 septembre | Grand Prix de Las Vegas         | Las Vegas      | Michele Alboreto | Tyrrell-Ford  | Alain Prost       | Michele Alboreto | Résumé |

## Classement des pilotes
| Classement | Pilote             | Points |
| ---------- | ------------------ | ------ |
| Champion   | Keke Rosberg       | 44     |
| 2e         | Didier Pironi      | 39     |
| 3e         | John Watson        | 39     |
| 4e         | Alain Prost        | 34     |
| 5e         | Niki Lauda         | 30     |
| 6e         | René Arnoux        | 28     |
| 7e         | Patrick Tambay     | 25     |
| 8e         | Michele Alboreto   | 25     |
| 9e         | Elio De Angelis    | 23     |
| 10e        | Riccardo Patrese   | 21     |
| 11e        | Nelson Piquet      | 20     |
| 12e        | Eddie Cheever      | 15     |
| 13e        | Derek Daly         | 8      |
| 14e        | Nigel Mansell      | 7      |
| 15e        | Carlos Reutemann   | 6      |
| 16e        | Gilles Villeneuve  | 6      |
| 17e        | Andrea De Cesaris  | 5      |
| 18e        | Jacques Laffite    | 5      |
| 19e        | Mario Andretti     | 4      |
| 20e        | Jean-Pierre Jarier | 3      |
| 21e        | Marc Surer         | 3      |
| 22e        | Bruno Giacomelli   | 2      |
| 23e        | Eliseo Salazar     | 2      |
| 24e        | Manfred Winkelhock | 2      |
| 25e        | Mauro Baldi        | 2      |
| 26e        | Chico Serra        | 1      |

## Classement des constructeurs
| Classement | Écurie          | Points |
| ---------- | --------------- | ------ |
| Champion   | Ferrari         | 74     |
| 2e         | McLaren-Ford    | 69     |
| 3e         | Renault         | 62     |
| 4e         | Williams-Ford   | 58     |
| 5e         | Lotus-Ford      | 30     |
| 6e         | Tyrrell-Ford    | 25     |
| 7e         | Brabham-BMW     | 22     |
| 8e         | Ligier-Matra    | 20     |
| 9e         | Brabham-Ford    | 19     |
| 10e        | Alfa Romeo      | 7      |
| 11e        | Arrows-Ford     | 5      |
| 12e        | ATS-Ford        | 4      |
| 13e        | Osella-Ford     | 3      |
| 14e        | Fittipaldi-Ford | 1      |
| 15e        | March-Ford      | 0      |
| 16e        | Ensign-Ford     | 0      |
| 17e        | Toleman-Hart    | 0      |
| 18e        | Theodore-Ford   | 0      |